# Дэвис, Хауэлл
Хауэлл (Хоуэлл) Дэвис (англ. Howell/Hywel Davis; ок. 1690 — 19 июня 1719 года) — известный валлийский пират. Его пиратская карьера продлилась всего 11 месяцев, с 11 июля 1718 года до 19 июня 1719 года, когда он был заманён в засаду и убит. Его судами были в разное время Cadogan, Buck, Saint James и Rover. Известно, что Дэвис захватил как минимум 15 английских и французских судов.

## Биография

### Начало пиратской карьеры
Родился в Уэльсе. Дэвис стал пиратом 11 июля 1718 года, когда невольничье судно Cadogan, на котором он служил помощником капитана, было захвачено пиратом Эдвардом Инглэндом. Дэвис решил присоединиться к пиратам, был назначен командой Cadogan капитаном и отправился в Бразилию 18 июля 1718 года. Как бы то ни было, его команда взбунтовалась и вместо этого взяла курс на Барбадос. Здесь Дэвис был заключен в тюрьму по обвинению в пиратстве, но в конечном счете был освобожден и нашёл убежище в пиратском логове Нью-Провиденс на Багамах. С Нью-Провиденса, который губернатор Вудс Роджерс напрочь очистил от пиратства, Дэвис ушёл на шлюпе Buck и сговорился с шестью другими членами команды, среди которых были Томас Энстис и Уолтер Кеннеди, чтобы захватить судно у берегов Мартиники. Дэвис был избран капитаном и руководил набегами с его базы в Coxen Hole.
Впоследствии он пересёк Атлантику, чтобы терроризировать торговые корабли в районе Островов Зелёного Мыса. Большой удачей для него стал корабль, который он сделал новым флагманом своего пиратского флота, Saint James, имевший на борту 26 орудий. В это же время Дэвис объединил свои силы с французским пиратом Оливье Левассёром, известным как Канюк, и другим пиратским капитаном, Томасом Коклином. Этот союз существовал до тех пор, пока все они не разругались в ходе очередного бурного застолья. Перейдя на 32-пушечный фрегат Rover, Дэвис пошёл на юг и захватил несметные сокровища недалеко от Золотого Берега (нынешней Ганы). Одним из его пленников был валлиец Бартоломью Робертс, которому судьбой было предназначено стать ещё более известным пиратом.

### Розыгрыш и обман
Умный и очаровательный человек, каким он был на самом деле, Дэвис притворился капером, чтобы обмануть командующего Королевской Африканской компанией, форта, который служил перевалочным пунктом для работорговли в Гамбии. После захвата командира на приветственном обеде Дэвис держал его в плену. В качестве выкупа Дэвис получил 2,000 фунтов золотом.
Как-то раз он захватил более мощное французское судно, вывесив чёрный пиратский флаг на другом, столь же большом, но значительно слабее вооруженном судне, которое он недавно захватил. Французское судно быстро сдалось, думая, что его участь была предрешена.
Однако, когда он попробовал повторить свой трюк — притвориться приватиром, чтобы затем похитить губернатора португальского острова Принсипи, — губернатор раскрыл его обман. Дэвис был приглашен зайти в форт на рюмку вина. По пути в форт пиратов заманили в засаду. Дэвис был застрелен в неравном бою 19 июня 1719 года. Узнав об этом, пираты, избрав своим капитаном Бартоломью Робертса, ночью того же дня совершили набег на остров и таким образом отомстили за своего погибшего командира.

### Характер
Капитан Уильям Снелгрэйв, владелец судна Bird, захваченного пиратами в 1719 году, позже написал свои воспоминания. Его судно было взято людьми Томаса Коклина, которые плохо с ним обращались. Однако когда об этом стало известно Дэвису, он защитил Снелгрэйва и, очевидно, произвел на него благоприятное впечатление. Снелгрэйв пришел к заключению, что Дэвис (учитывая образ жизни, в который он был, к несчастью, вовлечён) «был самым щедрым и гуманным человеком».